# Clêmentê thành Alexandria
Titus Flavius Clemens, còn được gọi là Clement của/thành Alexandria (tiếng Hy Lạp: Κλήμης ὁ Ἀλεξανδρεύς; c. 150 - c. 215), là một nhà thần học và triết gia Kitô giáo, người đã giảng dạy tại Trường Giáo lý Alexandria. Là một người cải đạo sang Cơ đốc giáo, ông là một người đàn ông có học thức, hiểu biết triết học và văn học Hy Lạp cổ đại. Như ba tác phẩm chính của ông đã chứng minh, Clement bị ảnh hưởng bởi triết học Hy Lạp với mức độ lớn hơn bất kỳ nhà tư tưởng Kitô giáo nào khác trong thời đại của ông, và đặc biệt là Plato và Stoics. Những tác phẩm bí mật của ông, ngày nay chỉ còn lại những trích đoạn, cho thấy ông cũng quen thuộc với chủ nghĩa bí truyền của người Do Thái tiền Kitô giáo và thuyết Ngộ đạo. Trong một trong những tác phẩm của mình, ông lập luận rằng triết học Hy Lạp có nguồn gốc từ những người không phải người Hy Lạp, cho rằng cả Plato và Pythagoras đều được các học giả Ai Cập dạy. Trong số các học trò của ông có Origen và Alexander của Jerusalem.
Clement thường được coi là một Giáo phụ. Ông được tôn kính như một vị thánh trong Kitô giáo Copt, Công giáo Đông phương, Kitô giáo Ethiopia và Anh giáo. Trước đây, ông được tôn kính trong Công giáo phương Tây, nhưng ông đã bị Giáo hoàng Sixtus V loại khỏi danh sách các thánh Tử đạo La Mã vào năm 1586 theo lời khuyên của Baronius.

## Sách tham khảo
- Ashwin-Siejkowski, Piotr (2010). Clement of Alexandria on Trial: The Evidence of "Heresy" from Photius' Bibliotheca. Leiden: BRILL. ISBN 978-90-04-17627-0.
- Ashwin-Siejkowski, Piotr (2015). "Clement of Alexandria". Trong Parry, Ken (biên tập). Wiley Blackwell Companion to Patristics. Chichester, West Sussex: Wiley Blackwell. tr. 84–97. ISBN 978-1118438718.
- Berger, Teresa (2011). Gender Differences and the Making of Liturgical History: Lifting a Veil on Liturgy's Past. London: Ashgate Publishing. ISBN 978-1-4094-2698-1.
- Bucur, Bogdan G. (2006). "The Other Clement of Alexandria: Cosmic Hierarchy and Interiorized Apocalypticism". Vigiliae Christianae. Quyển 60 số 3. tr. 251–268. doi:10.1163/157007206778149510. JSTOR 20474764.
- Buell, Denise Kimber (1999). Making Christians: Clement of Alexandria and the Rhetoric of Legitimacy. Princeton: Princeton University Press. ISBN 0-691-05980-2.
- Burrus, Virginia (2010). Late Ancient Christianity. Philadelphia: Fortress Press. ISBN 978-0-8006-9720-4.
- Clark, Elizabeth Ann (1999). Reading Renunciation: Asceticism and Scripture in Early Christianity. Princeton: Princeton University Press. ISBN 978-0-691-00512-6.
- Daniélou, Jean (1962). "Les traditions secrètes des Apôtres". Eranos-Jahrbuch (bằng tiếng Pháp). Quyển 31. tr. 261–95.
- Droge, Arthur J. (1989). Homer or Moses?: Early Christian Interpretations of the History of Culture. Tübingen: Mohr Siebeck. ISBN 978-3-16-145354-0.
- Ferguson, John (1974). Clement of Alexandria. New York: Twayne Publishers. ISBN 0-8057-2231-9.
- Gill, Deborah M. (2004). "The Disappearance of the Female Prophet: Twilight of Christian Prophecy". Trong Ma, Wonsuk (biên tập). The spirit and spirituality. New York, NY: T & T Clark. tr. 178–93. ISBN 978-0-8264-7162-8.
- Grant, Robert McQueen (1988). Gods and the One God. Louisville: Westminster John Knox Press. ISBN 978-0-664-25011-9.
- Hägg, Henny Fiska (2006), Clement of Alexandria and the Beginnings of Christian Apophaticism, Oxford: Oxford University Press, ISBN 978-0-199-28808-3
- Hägg, Henny Fiskå (2006). Clement of Alexandria and the Beginnings of Christian Apophaticism. Oxford, England: Oxford University Press. ISBN 0-19-928808-9.
- Havey, Francis (1908). "Clement of Alexandria". The Catholic Encyclopedia. Quyển 4. New York, NY: Robert Appleton Company.
- Heid, Stefan (2000). Celibacy in the Early Church: The Beginnings of a Discipline of Obligatory Continence for Clerics in East and West. San Francisco, CA: Ignatius Press. ISBN 978-0-89870-800-4.
- Heine, Ronald E. (2010). "The Alexandrians". Trong Young, Frances (biên tập). The Cambridge History of Early Christian Literature. Cambridge, England: Cambridge University Press. tr. 117–30. ISBN 978-0521460835.
- Itter, Andrew C. (2009). Esoteric Teaching in the Stromateis of Clement of Alexandria. Leiden: BRILL. ISBN 978-90-04-17482-5.
- Irvine, Martin (2006). The Making of Textual Culture: 'Grammatica' and Literary Theory 350–1100. Cambridge: Cambridge University Press. ISBN 0-521-03199-0.
- Meredith, Anthony (2002), "Patristic spirituality", trong Byrne, Peter; Houlden, Leslie (biên tập), Companion Encyclopedia of Theology, Routledge, ISBN 9781134922017
- de Jáuregui, Miguel Herrero (2010). Orphism and Christianity in Late Antiquity. Berlin: Walter de Gruyter. ISBN 978-3-11-020633-3.
- Karavites, Peter (1999). Evil, Freedom, and the Road to Perfection in Clement of Alexandria. Leiden: BRILL. ISBN 978-90-04-11238-4.
- Kaye, John (1835). Some Account of the Writings and Opinions of Clement of Alexandria. London: J. G. & F. Rivington.
- Kochuthara, Shaji George (2007). The Concept of Sexual Pleasure in the Catholic Moral Tradition. Rome: Gregorian University Press. ISBN 978-88-7839-100-0.
- McGiffert, A. C. (trans.) (1890). "The Church History of Eusebius". Trong Schaff, Philip (biên tập). Nicene and Post-Nicene Fathers. 1st series. Quyển 1. Oxford: Parker. tr. 1–403.
- Murphy, Mable Gant (1941). Nature Allusions in the Works of Clement of Alexandria. Washington, D.C.: The Catholic University of America Press.
- Ogliari, Donato (2003). Gratia et certamen: The Relationship Between Grace and Free Will in the Discussion of Augustine with the So-called Semipelagians. Leuven: Peeters. ISBN 90-429-1351-7.
- Outler, Albert C. (1940). "The "Platonism" of Clement of Alexandria". The Journal of Religion. Quyển 20 số 3. tr. 217–240. doi:10.1086/482574.
- Osborn, Eric (1994). "Arguments for Faith in Clement of Alexandria". Vigiliae Christianae. Quyển 48 số 1. tr. 1–24. doi:10.1163/157007294x00113.
- Osborn, Eric (2008). Clement of Alexandria. Cambridge, England: Cambridge University Press. ISBN 978-0-521-09081-0.
- Press, Gerald A. (2003). Development of the Idea of History in Antiquity. Montreal: McGill-Queen's Press.
- Seymour, Charles (1997). "On Choosing Hell". Religious Studies. Quyển 3 số 33. tr. 249–266. JSTOR 20008103.
- Sharkey, Michael, biên tập (2009). International Theological Commission, Volume 2. San Francisco: Ignatius Press. ISBN 978-1-58617-226-8.
- Verhey, Allen (2011). The Christian Art of Dying: Learning from Jesus. Grand Rapids: Eerdmans. ISBN 978-0-8028-6672-1.
- Westcott, Brooke Foss (1877). "Clement of Alexandria". Trong Smith, Willam (biên tập). A Dictionary of Christian Biography, Literature, Sects and Doctrines. Quyển 1. London, England: John Murray. tr. 559–67.
- Young, Richard A. (1999). Is God a Vegetarian?: Christianity, Vegetarianism, and Animal Rights. Chicago, IL: Open Court Publishing. ISBN 0-8126-9393-0.